# المسامرة شرح المسايرة في العقائد المنجية في الآخرة (كتاب)
المسامرة شرح المسايرة في العقائد المنجية في الآخرة كتاب في علم الكلام للكمال بن أبي شريف وهو شرح المسايرة في العقائد المنجية في الآخرة للكمال بن الهمام الماتريدي الحنفي، ويحتوى الكتاب على أربعة أقسام: الأول في ذات الله تعالى، والثاني في صفاته، والثالث في أفعاله، والرابع في صدق الرسول محمد ﷺ وفي كل منها عشرة أصول.

## سبب التأليف
ذكر الكمال بن أبي شريف أنه وضع هذا الشرح استجابة لطلب أحد الأشخاص، كما قال في مقدمة الكتاب: «وبعد فإن الفقير إلى رحمة ربه الغني قاسما الحنفي يقول أن بعض الإخوان قرأ علي كتاب المسايرة في العقائد المنجية في الآخرة، تأليف شيخنا كمال الدين محمد بن همام الدين، وسألني أن أكتب له ما وقع في التقرير فأجبته إلى سؤاله مستعينا بالله إنه حسبي ونعم الوكيل.»

## موضوع الكتاب ومحتواه
الكتاب في مجمله يساير كتاب الإمام الغزالي المسمى بـ«الرسالة القدسية» أو «قواعد العقائد» التي كتبها لأهل المقدس، ثم أدخلها ضمن إحياء علوم الدين، وكان هدف ابن الهمام أن يختصر كتاب الغزالي إلا أنه بعد أن بدأ بالكتابة رأى أن يزيد عليه زيادات مهمة، ولم يزل يزيد فيها كما يقول: «حتى خرج عن القصد الأول، فلم يبق إلا كتابا مستقلا، غير أنه يسايره في تراجمه، وزدت عليها خاتمة ومقدمة».
جاء الكتاب في أربعة أركان ومقدمة وخاتمة؛ فالمقدمة في علم العقائد المعروف بعلم الكلام وبيان موضوعه.
- الركن الأول: في ذات الله، ويشتمل على عشرة أصول وهي: العلم بوجود الله تعالى وقدمه وبقائه، وأنه ليس بجوهر ولا جسم ولا عرض ولا مختص بجهة ولا مستقر على مكان، وأنه يرى وأنه واحد لا شريك له.
- الركن الثاني: في صفات الله؛ ويشتمل على عشرة أصول حاصل ستة منها العلم بأنه تعالى قادر عالم حي مريد، والثامن لبيان أن علمه قديم، والتاسع لبيان أن إرادته قديمة، والعاشر في بيان الأصل الخامس أنه سميع بصير بلا جارحة، وبيان الأصل السادس أنه متكلم بكلام.
- الركن الثالث: في أفعال الله؛ ويشتمل على عشرة أصول، ابتدأها بذكر الخلاف بين مشايخ الحنفية والأشاعرة في صفات الأفعال، ثم ذكر أصوله وهي: كونه تعالى لا خالق سواه، وأن فعل العبد وإن كان كسبا له فهو واقع بمشيئة الله وإرادته، وبيان أنه لا يجب على الله فعل شيء، وفي الحسن والقبح العقليين، وفي بعثة الأنبياء وعصمتهم والمعجزة.
- الركن الرابع: في صدق الرسول في باب السمعيات؛ أي ما يتوقف على السمع من الاعتقادات التي لا يستقل العقل بإثباتها كالحشر والنشر وعذاب القبر ونعيمه والجنة والنار ونحو ذلك، ثم الإمامة لدخولها في بابي الاعتقاد والفقه، وبعد ذلك فضل الصحابة وشروط الإمامة.

أما الخاتمة فخصصها للبحث في مفهوم الإيمان والإسلام ومقتضياتهما.